# Komao Hayashi
Komao Hayashi (jap. 林 駒夫, Hayashi Komao; * 22. September 1936 in Kyōto; † 15. Mai 2024) war ein japanischer Puppenmacher, der als solcher 2002 zum Lebenden Nationalschatz in der Kategorie: Puppenfertigung ernannt wurde.

## Leben
Nach dem Abschluss der Oberschule erlernte Hayashi sein Handwerk zunächst vom Puppenmacher Menya Shōzō XII. (1910–1994) und dann von Kitazawa Nyoi einem Kunsthandwerker, der Nō-Masken herstellt.
Hayashi war spezialisiert auf die Herstellung von Tōso-Puppen (桐塑人形), die für das Hina-Matsuri verwendet werden. Ihre Herstellung aus Paulownienholz (桐) geht zurück in die Edo-Zeit und sie ist heute als wichtiges immaterielles Kulturgut Japans deklariert. Außerdem war er Vorsitzender der „japanischen Gesellschaft für Kunsthandwerk“ (日本工芸会; Nihon kōgeikai) mit deren Auszeichnung er bereits 1973 geehrt worden war. 2004 wurde Hayashi zudem mit dem Verdienstorden am Violetten Band ausgezeichnet.

## Ausstellungen
- 2007 Miyabi no toki Hayashi Komao-ten (雅の刻　林駒夫展) in Shimogyō-ku[5]